# یواس‌اس کالک (دی‌دی-۶۱۱)
یواس‌اس کالک (دی‌دی-۶۱۱) (به انگلیسی: USS Kalk (DD-611)) یک کشتی بود که طول آن ۳۴۸ فوت ۴ اینچ (۱۰۶٫۱۷ متر) بود. این کشتی در سال ۱۹۴۲ ساخته شد.